# Яковлівка (Роздільнянський район)
Я́ковлівка (у минулому — Кармазіна, Скурського) — село в Україні, у Степанівській сільській громаді Роздільнянського району Одеської області. Населення становить 994 особи.

## Історія
Село засноване у 1824 році кріпаками.
В 1859 році у власницькому селищі Кармазіна (Яковлівка) 1-го стану (станова квартира — містечко Понятівка) Тираспольського повіту Херсонської губернії, було 14 дворів, в яких мешкало 57 чоловік і 49 жінок.
В 1887 році у селищі Яковлівка Розаліївської волості Тираспольського повіту Херсонської губернії мешкало 101 чоловік та 94 жінки.
Станом на 20 серпня 1892 року при селищі Яковлівка 2-го стану були польові землеволодіння (11 десятин, 1200 сажнів) Бессарабчука Тимофія (Фоми) Філоновича (Филимоновича) (папушойський поміщик), а також (3056 десятин, 1200 сажнів) Жуковського Володимира Миколайовича (поручник).
В 1896 році у селищі Яковлівка (Кармазіна) Розаліївської волості Тираспольського повіту Херсонської губернії, було 44 двора, в яких мешкало 256 людей (136 чоловік і 120 жінок).
На 1 січня 1906 року в селищі Яковлівка (Кармазіна) Понятівської волості Тираспольського повіту Херсонської губернії, який розташований на лівій стороні Кучургану, було товариство наділених колишніх поміщицьких селян, товариство селян (Чорний, Кобець, Таранюки, Мащуки та ін.) й десятинники на землях останніх; проживали малороси; сільський староста й писар; земська школа (навчалось 35 хлопців та 20 дівчат) та при ній земська сільська бібліотека; існували колодязі; 60 дворів, в яких мешкало 317 людей (158 чоловіків і 159 жінок).
У 1916 році в селищі Яковлівка Понятівської волості Тираспольського повіту Херсонської губернії, мешкало 243 людини (89 чоловік і 154 жінок). На хуторі Яковлівка мешкало 18 людей (8 чоловік і 10 жінок).
Станом на 28 серпня 1920 р. в селищі Яковлівка (Кармазіна, Карамазіна) Розаліївської волості Тираспольського повіту Одеської губернії, було 69 домогосподарств. Для 54 домогосподарів рідною мовою була українська, 13 — німецька, 2 — російська. В селищі 334 людини наявного населення (150 чоловіків і 184 жінок). Родина домогосподаря: 143 чоловіків та 166 жінок (родичів: 6 і 17; наймані працівники і прислуга: 1 і 1 відповідно). Тимчасово відсутні: солдати Червоної Армії — 8 чоловіків, на заробітках — 1 жінка.
01.02.1945 року до складу населеного пункту увійшло село Шаци.
Станом на 1 вересня 1946 року село входило до складу Мар'янівської сільської Ради.
16 травня 1964 р. до складу Яковлівки увійшло колишнє село Мар'янівка.
На 1 травня 1967 року у селі знаходився господарський центр колгоспу «40 років Жовтня».

## Населення
Згідно з переписом УРСР 1989 року чисельність наявного населення села становила 799 осіб, з яких 361 чоловік та 438 жінок.
За переписом населення України 2001 року в селі мешкало 887 осіб.

### Мова
Розподіл населення за рідною мовою за даними перепису 2001 року:
| Мова       | Відсоток |
| ---------- | -------- |
| українська | 90,79 %  |
| російська  | 7,64 %   |
| болгарська | 0,90 %   |
| молдовська | 0,56 %   |

## Відомі люди
- Парова, Лідія Андріївна (1915—після 1991) — вчителька, Відмінник народної освіти УРСР; єдина людина, яка навчала в одному навчальному закладі середньої освіти двох космонавтів: Г.Т. Добровльського та Г.С. Шоніна. В 1941—1942 роках працювала в місцевій школі[20].
- Чорний Іван Іванович (1925—2008) — радянський і український художник, живописець, лауреат різних премій і нагород.